# سيدريك غارسيا
سيدريك غارسيا (بالفرنسية: Cédric Garcia)‏ هو لاعب اتحاد الرغبي فرنسي، ولد في 28 ديسمبر 1982 في تولوز في فرنسا.

## وصلات خارجية
- سيدريك غارسيا عل موقع إسبنسكروم (الإنجليزية)
- سيدريك غارسيا على موقع ItsRugby.co.uk (الإنجليزية)